# Adolfo Mussafia
Adolfo Mussafia (in tedesco viene anche utilizzata la forma Adolf Mussafia; Spalato, 15 febbraio 1835 – Firenze, 7 giugno 1905) è stato un filologo e glottologo italiano della Dalmazia, nato da famiglia israelita.

## Vita
Il padre – Giovanni Amedeo – fu rabbino della comunità ebraica di Spalato, così come il nonno. Dopo aver terminato il liceo nella sua città natale, nel 1852 Adolfo Mussafia iniziò gli studi di medicina all'Università di Vienna, coltivando nel frattempo privatamente gli studi di filologia sui lavori di Friedrich Diez. Nel 1855 il comasco Giambattista Bolza - segretario del Ministero del Culto e della Pubblica Istruzione a Vienna - lo chiamò all'incarico di lettore d'italiano all'università.

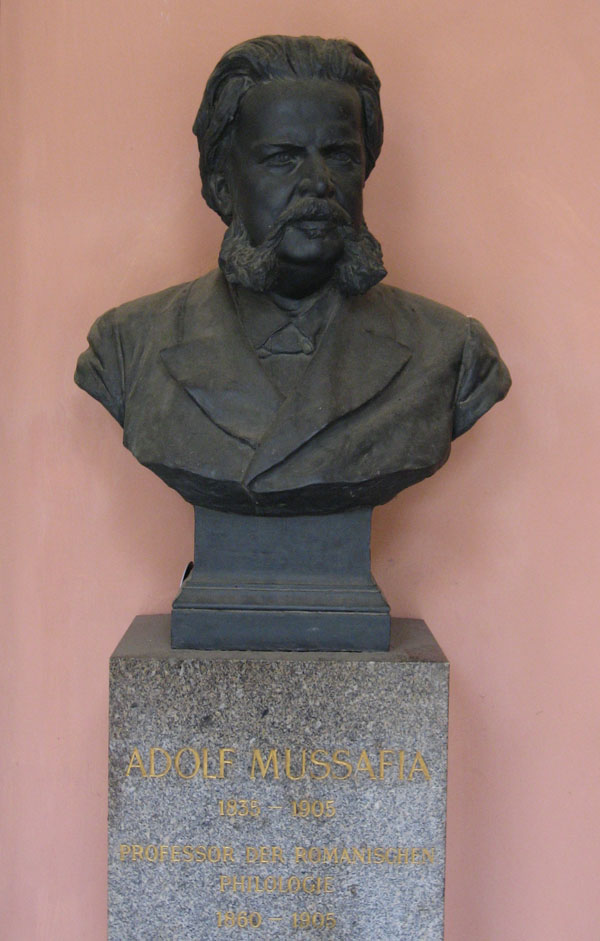
Busto di Adolfo Mussafia all'Università di Vienna

La maturazione scientifica dell'autodidatta Mussafia ebbe del prodigioso, tanto che nel 1860 venne nominato professore straordinario di filologia romanza. Lo stesso anno si convertì al cattolicesimo. Nel 1867 divenne professore ordinario. Dal 1857 al 1877 fu amanuense (Skriptor) presso la Biblioteca di Corte, l'attuale Biblioteca Nazionale.
Ebbe una produzione scientifica ricchissima, nonostante una grave malattia che lo colpì nel 1867 e che lo afflisse fino alla morte.
Fu una personalità di notevole spicco nel mondo culturale e politico austriaco: venne eletto alla Camera Alta (Herrenhaus) dell'Impero e da qui caldeggiò sul finire del secolo l'istituzione di un'università in lingua italiana a Trieste.
Ai primi del XX secolo le tendenze irredentistiche della componente italiana dell'Impero si fecero più forti, e al Mussafia venne fatto divieto di svolgere una parte del suo insegnamento in italiano, una consuetudine invalsa dagli anni in cui era lettore della lingua e mantenuta "limitatamente al corso di letteratura italiana (che era) solito svolgere ogni semestre".
Il 10 luglio 1883 fu eletto socio dell'Accademia della Crusca.
Da Adolfo Mussafia nacque una vera e propria scuola di filologia romanza, e molteplici furono i suoi studenti che intrapresero degli studi significativi, seguendo il solco del loro maestro. Fra i giovani che frequentarono le sue lezioni, è da ricordare il poeta Hugo von Hofmannsthal, che fra il 1896 e il 1898 seguì due corsi di letture dantesche, una serie di lezioni intitolate "Grammatica storica dell'italiano" ed un seminario sulla "Lettura e interpretazione di scritti italiani del XIII secolo". Nonché il linguista rovignese Antonio Ive, autore di un fondamentale contributo alla riscoperta e allo studio delle parlate istriote ed in seguito ordinario presso l'Università di Graz della medesima cattedra del Mussafia.
Di Mussafia è da ricordare il carteggio con Graziadio Isaia Ascoli e le sue molteplici relazioni col mondo culturale dell'Ottocento italiano. Fra gli innumerevoli titoli ed onorificenze ricevute, Mussafia fu membro dell'Istituto veneto di scienze, lettere ed arti di Venezia e dell'Istituto lombardo di scienze, lettere ed arti di Milano.
Alla ricerca di un clima più adeguato per la sua salute, Mussafia nel 1903 si trasferì a Firenze, ove morì il 7 giugno 1905.

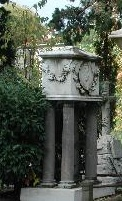
La tomba di Adolfo Mussafia nel Cimitero degli Inglesi a Firenze

## Il rapporto con la Dalmazia
Pur avendo vissuto gran parte della propria vita lontano dalla Dalmazia, Mussafia rimase sempre legatissimo alla sua Spalato. Estremamente munifico, donò per anni parte dei propri guadagni in opere di beneficenza per i poveri spalatini, sovvenzionando costantemente la locale scuola italiana. In un articolo su Il plurale dei nomi di città, luoghi e villaggi scrisse "Io, che la piccola città che mi vide nascere amo di affetto, immagino Roma antichissima, ricca de' monumenti di una gloria di secoli, e la magnificenza sua e de' suoi tempi, riproduco e ripeto nella mia mente, e mi formo l'idea di Roma ben dieci volte, e mi esprimo: 'Ho più cara Spalato mia che non dieci Rome'".
Studioso della storia e della letteratura delle sue terre, scrisse il capitolo riguardante la letteratura italiana della Dalmazia (Italienische Literatur) nel volume Dalmatien (Dalmazia) dell'opera enciclopedica Die österreichisch-ungarische Monarchie in Wort und Bild pubblicata sotto gli auspici della casa imperiale.

## Principali contributi scientifici
La produzione di Mussafia fu enorme: centinaia di volumi, articoli e scritti vari. In particolare si ricordano gli studi:
- Sull'antica flessione dell'indicativo e infinito presente -eggio e -iare, che ha lasciato tracce in una serie di verbi in -iare come aliare e aleggiare.
- Sulla formazione del condizionale
- Sulle lingue spagnola, portoghese e francese
- Sul napoletano, milanese, romagnolo e sul veneziano. La sua analisi del romagnolo, intitolata Darstellung der romagnolischen Mundart (1871), e basata sul Vocabolario romagnolo-italiano (1840) del faentino Antonio Morri, fu giudicata da Graziadio Isaia Ascoli «la prima analisi compiuta che di un dialetto italiano la scienza può vantare».[7]
- Sulla lettera h- in principio di parola nell'ortografia moderna a partire dal Settecento e che ha valore distintivo nelle parole omografe come hanno e anno, o serve nei digrammi che fanno fronte a carenze dell'alfabeto come aghi e agi
- Sulla parola uomo come antico pronome
- Assieme allo svizzero Adolf Tobler (ma contemporaneamente ed indipendentemente), Mussafia fissò una norma del volgare medievale – la cosiddetta Legge Tobler-Mussafia – per cui si deve avere enclisi (e cioè il fenomeno grammaticale che fa d'un'enclitica – morfema non accentato – un'unica parola accentata col termine che la precede. Es.: "Vennemi a mente", "Andò e ritornossi a casa") all'inizio assoluto della frase, dopo e, dopo ma e dopo proposizione subordinata esplicita

## Opere principali
Adolfo Mussafia pubblicò oltre 350 scritti, il cui elenco completo si trova in:
- Bausteine zur romanischen Philologie. Festgabe für Adolfo Mussafia zum 15. Februar 1905, Halle 1905

Fra di essi, si ricordano soprattutto (in ordine di pubblicazione):
- Italienische Sprachlehre, 1860 (2ª ed., Wien, 1865: Google; 5ª ed., Wien, 1872: Google; 8ª ed., Wien, 1875; 9ª ed., Wien, 1877: Google) (Grammatica italiana, pubblicata in varie lingue, attualmente viene ancora riedita in nuove edizioni di lingua tedesca col nome di Der neue Mussafia - Il nuovo Mussafia)
- Monumenti antichi di dialetti italiani, 1864
- Altfranzösische Gedichte aus venezianischen Handschriften, Wien, 1864 (I: Google; II: Google)
- Sul testo della Divina Commedia, 1865
- Darstellung der romagnolischen Mundart, in «Sitzungsberichte der kaiserlichen Akademie der Wissenschaften. Philosophisch-historische Classe. Siebenundsechzigster Band», Wien, 1871, pp. 653–722 (Google), e da Separatabdruck, Wien, 1871 (Google)
- Beiträge zur Kunde der Nord-Italischen Mundarten im 15. Jahrhundert, 1873
- Mitteilungen aus romanischen Handschriften, 1884

## Archivio personale
La Biblioteca Umanistica dell'Università degli studi di Firenze conserva il Fondo Adolfo Mussafia con le carte personali, raccolte in 15 cartelle, che comprendono carteggi, materiali preparatori delle attività didattiche, appunti per ricerche e conferenze di linguistica e fonetica, estratti di riviste scientifiche, documenti riferibili alla sua partecipazione alla Camera Alta austriaca, ritagli di giornale. Il Fondo archivistico è stato donato all'Ateneo fiorentino nel 1925 da Pio Rajna, al quale la vedova di Mussafia lo aveva dato in legato.